# Agudos do Sul
Agudos do Sul ist ein brasilianisches Munizip im Südosten des Bundesstaats Paraná. Es hat 10.233 Einwohner (2022), die sich Agudenser-do-Sul oder kurz Agudenser nennen. Seine Fläche beträgt 192 km². Es liegt 867 Meter über dem Meeresspiegel.

## Etymologie
Bei der Erhebung zur Vila 1903 trug das Dorf den Namen Agudos, da sich dort ein steiler Hügel befand (agudo bedeutet auf Deutsch spitz). Im Jahr 1943 wurde das Dorf in Carijos umbenannt, nach den Trockengestellen für Mateblätter. Damit sollten künftige Verwechslungen mit Agudos im Bundesstaat São Paulo vermieden werden. Diese Umbenennung wurde von der Bevölkerung abgelehnt. Schon im Oktober 1947 erhielt der Ort seinen angestammten Namen zurück, wobei dieser um den Zusatz do Sul ergänzt wurde.

## Geschichte

### Besiedlung
Agudos do Sul entstand aufgrund des ausgedehnter Mateplantagen. Großgrundbesitzer förderten den Zuzug von Familien aus anderen Regionen. Die Anfänge der Besiedlung gehen auf das 19. Jahrhundert zurück, als der Ort einfach Agudo genannt wurde und sein Gebiet zum Munizip São José dos Pinhais gehörte. In der Geschichte ist der Name des Oberstleutnants der brasilianischen Nationalgarde, José Machado Fagundes, als wichtigster Besiedler der Region verzeichnet. Auf seine Initiative kamen unzählige Familien, die hier eine sichere Bleibe und Arbeit suchten. Am 28. Juni 1902 wurde der Polizeidistrikt São José dos Pinhais gegründet. Das war der Beginn der geordneten Besiedlung. Später kamen auch polnische Familien aus anderen Gegenden von Paraná und aus Santa Catarina. Sie begannen mit der Produktion und Nutzung von Mate und Holz und gingen später zur Produktion von einjährigen Pflanzen über.

### Erhebung zum Munizip
Agudos do Sul wurde durch das Staatsgesetz Nr. 4245 vom 25. Juli 1960 aus Tijucas do Sul ausgegliedert und in den Rang eines Munizips erhoben. Es wurde am 18. November 1961 als Munizip installiert.

## Geografie

### Fläche und Lage
Agudos do Sul liegt auf dem Primeiro Planalto Paranaense (der Ersten oder Curitiba-Hochebene von Paraná). Seine Fläche beträgt 192 km². Es liegt auf einer Höhe von 867 Metern.

### Vegetation
Das Biom von Agudos do Sul ist Mata Atlântica.

### Klima
Das Klima ist gemäßigt warm. Es werden hohe Niederschlagsmengen verzeichnet (2012 mm pro Jahr). Im Jahresdurchschnitt liegt die Temperatur bei 17,4 °C. Die Klimaklassifikation nach Köppen und Geiger lautet Cfb.

### Gewässer
Agudos do Sul liegt im Einzugsgebiet des Rio Iguaçu. Sein linker Nebenfluss Rio Negro bildet die südöstliche Grenze des Munizips. Entlang seiner nördlichen Grenze fließt der rechte Rio-Negro-Nebenfluss Rio da Várzea.

### Straßen
Agudos do Sul ist über die PR-419 mit Mandirituba im Norden und mit Piên im Südwesten verbunden. Über die PR-281 kommt man im Osten nach Tijucas do Sul.

### Nachbarmunizipien
| Quitandinha | Mandirituba                                 |                |
| Piên        | Kompassrose, die auf Nachbargemeinden zeigt | Tijucas do Sul |
|             | Campo Alegre (SC)                           |                |

## Stadtverwaltung
Bürgermeister: Jesse Zoellner, PP (2022–2024; die ursprünglich gewählte Präfektin konnte ihr Amt wegen Nichtwählbarkeit antreten. Am 3. April 2022 erfolgte deshalb eine erneute Wahl des Präfekten)

## Demografie

### Bevölkerungsentwicklung
| Jahr | Einwohner | Stadt | Land |
| ---- | --------- | ----- | ---- |
| 1970 | 5.432     | 14 %  | 86 % |
| 1980 | 5.195     | 12 %  | 88 % |
| 1991 | 6.076     | 13 %  | 87 % |
| 2000 | 7.221     | 20 %  | 80 % |
| 2010 | 8.270     | 34 %  | 66 % |
| 2022 | 10.233    |       |      |

Quelle: IBGE, bis 2010: Volkszählungen und Volkszählung 2022

### Ethnische Zusammensetzung
| Gruppe * | 1991    | 2000    | 2010    | wer sich als …                                                                   |
| --- | ------- | ------- | ------- | -------------------------------------------------------------------------------- |
| Weiße | 90,9 %  | 89,6 %  | 73,4 %  | weiß bezeichnet                                                                  |
| Schwarze | 0,5 %   | 3,2 %   | 2,1 %   | schwarz bezeichnet                                                               |
| Gelbe | 0,1 %   | 0,0 %   | 0,1 %   | von fernöstlicher Herkunft wie japanisch, chinesisch, koreanisch etc. bezeichnet |
| Braune | 8,4 %   | 6,5 %   | 24,4 %  | braun oder als Mischung aus mehreren Gruppen bezeichnet                          |
| Indigene | 0,1 %   | 0,0 %   | 0,0 %   | Ureinwohner oder Indio bezeichnet                                                |
| ohne Angabe | 0,1 %   | 0,7 %   | 0,0 %   |                                                                                  |
| Gesamt | 100,0 % | 100,0 % | 100,0 % |                                                                                  |
| *) Das IBGE verwendet für Volkszählungen ausschließlich diese fünf Gruppen. Es verzichtet bewusst auf Erläuterungen. Die Zugehörigkeit wird vom Einwohner selbst festgelegt. |         |         |         |                                                                                  |

Quelle: IBGE (Stand: 1991, 2000 und 2010)

## Wirtschaft

### Kennzahlen
Mit einem Bruttoinlandsprodukt pro Einwohner von 23.289,03 R$ (rund 5.200 €) lag Agudos do Sul 2019 an 292. Stelle der 399 Munizipien Paranás.
Sein mittelhoher Index der menschlichen Entwicklung von 0,660 (2010) setzte es auf den 343. Platz der paranaischen Munizipien.